# Ferdinand Ernst von Waldstein

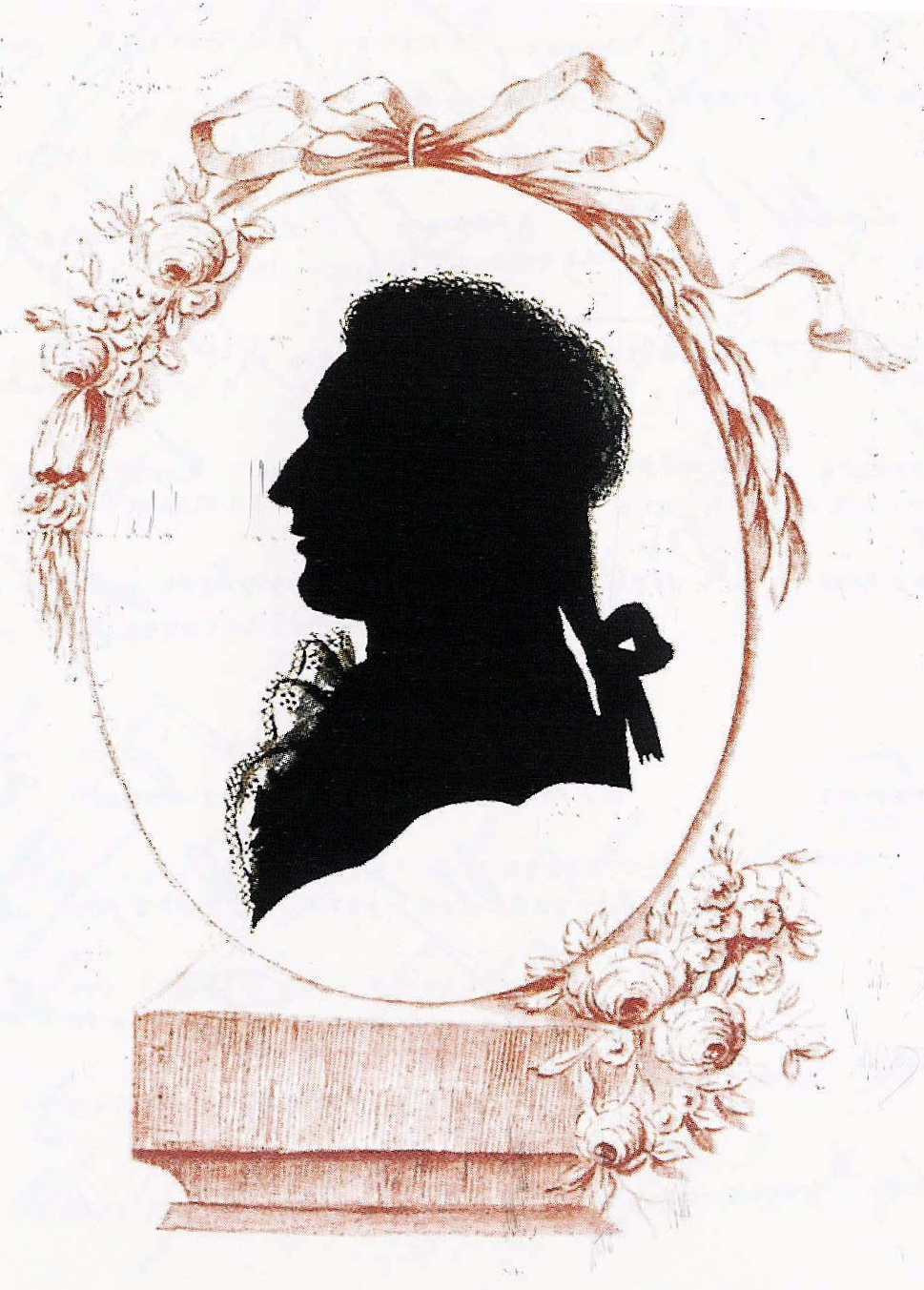
Ferdinand Ernst von Waldstein - (knipsel van Babette Koch?) in album van Ludwig van Beethoven

Ferdinand Ernst von Waldstein (Wenen, 24 maart 1762 - aldaar, 26 mei 1823) was Geheimraad in Bonn, generaal in het Britse leger en begunstiger van Ludwig van Beethoven. Hij komt uit de Boheemse familie Waldstein of Wallenstein.
Graaf Ferdinand von Waldstein was als diplomaat actief onder andere bij de keurvorst in Bonn. Van 1795 tot 1807 was hij (aanvankelijk aan het hoofd van een regiment) in Engelse krijgsdienst. Hij leefde vanaf 1809 op zijn landgoed in Bohemen en in Wenen. Hij verarmde ernstig door ongelukkige financiële transacties.

## Vriend en mecenas van Ludwig van Beethoven
Waldstein nam in zijn tijd in Bonn actief deel aan het culturele leven van de residentie. Hij was een goed pianospeler. Via de familie Breuning kwam hij in contact met Beethoven in elk geval voor 1791, toen Waldstein een Ridderbal organiseerde, waarvoor hij een jaar tevoren aan Beethoven vroeg de muziek te schrijven. Dit werd in 1794 gedrukt als: Variations ä quatre mains pour le Pianoforte sur une Theme de Monsieur le Comte de Waldstein par Louis van Beethoven
Ferdinand Ernst von Waldstein was de eerste mecenas van Beethoven en ontdekker van zijn talent. Waldstein maakte de reis naar Wenen in 1792 door een studiebeurs mogelijk. Bij het verlaten van Beethoven van zijn geboortestad in november 1792 schreef Waldstein op 29 oktober in zijn album:

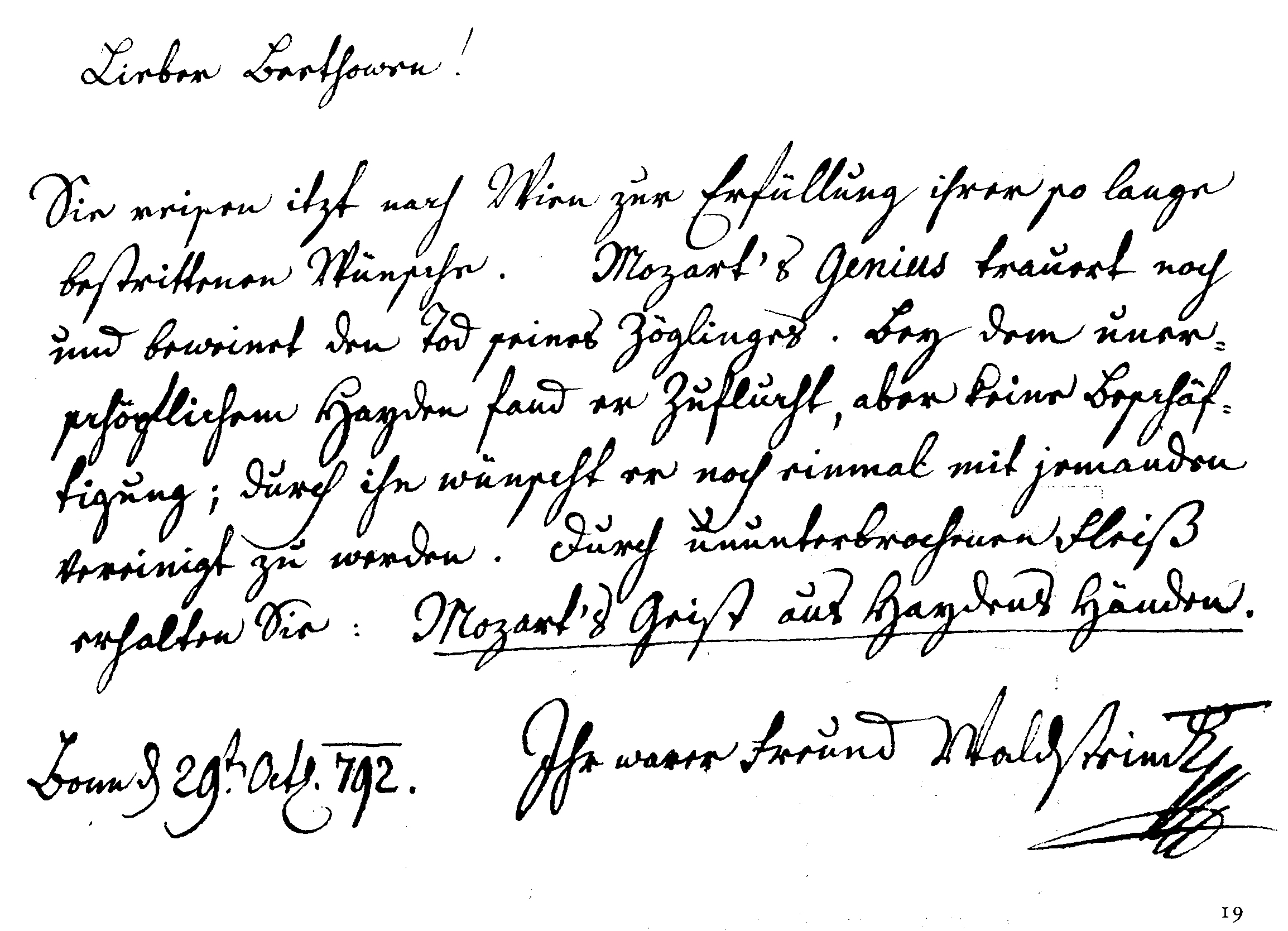
Ferdinand Ernst von Waldsteins Eintrag in Ludwig van Beethovens album

Lieber Beethowen!
Sie reisen itzt nach Wien zur Erfüllung ihrer so lange
bestrittenen Wünsche. Mozart's Genius trauert noch
und beweinet den Tod seines Zöglinges. Bey dem uner=
schöpflichem Hayden fand er Zuflucht, aber keine Beschäf-
tigung; durch ihn wünscht er noch einmal mit jemanden
vereinigt zu werden. Durch ununterbrochenen Fleiß
erhalten Sie: Mozart's Geist aus Haydens Händen.
Bonn d 29t. Oct. 792. Ihr warer Freund Waldstein OT

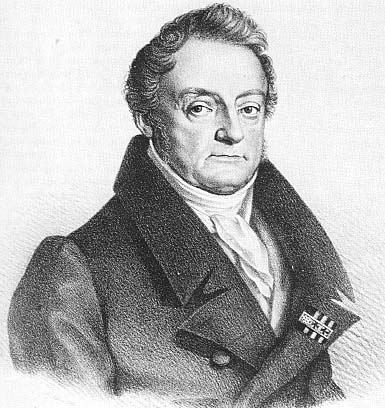
Graaf Ferdinand von Waldstein, door A. Machek

Hoewel Beethoven in 1804 zijn Pianosonate nr. 21 (in C opus 53) (de Waldsteinsonate) opdroeg aan Waldstein, is er tussen hen beiden toch geen contact meer geweest. Zie een notitie van Beethoven in een conversatieschrift van 1819: "Der Graf Waldstein war ja in der Nähe. Lebt er jetzt hier?"